# Ascain
Ascain (in basco Azkaine) è un comune francese di 4 020 abitanti situato nel dipartimento dei Pirenei Atlantici nella regione della Nuova Aquitania. È sito ai piedi del monte La Rhune e nel suo territorio scorre il fiume Nivelle. Appartiene alla provincia del Labourd.

## Società

### Evoluzione demografica
Abitanti censiti